# 4-脱氢表雄酮
4-脱氢表雄酮（英語：4-Dehydroepiandrosterone，缩写4-DHEA，也称为雄甾-4-烯-3β-醇-17-酮，Androst-4-en-3β-ol-17-one）是5-脱氢表雄酮的双键位置异构体。